# 스카풀라

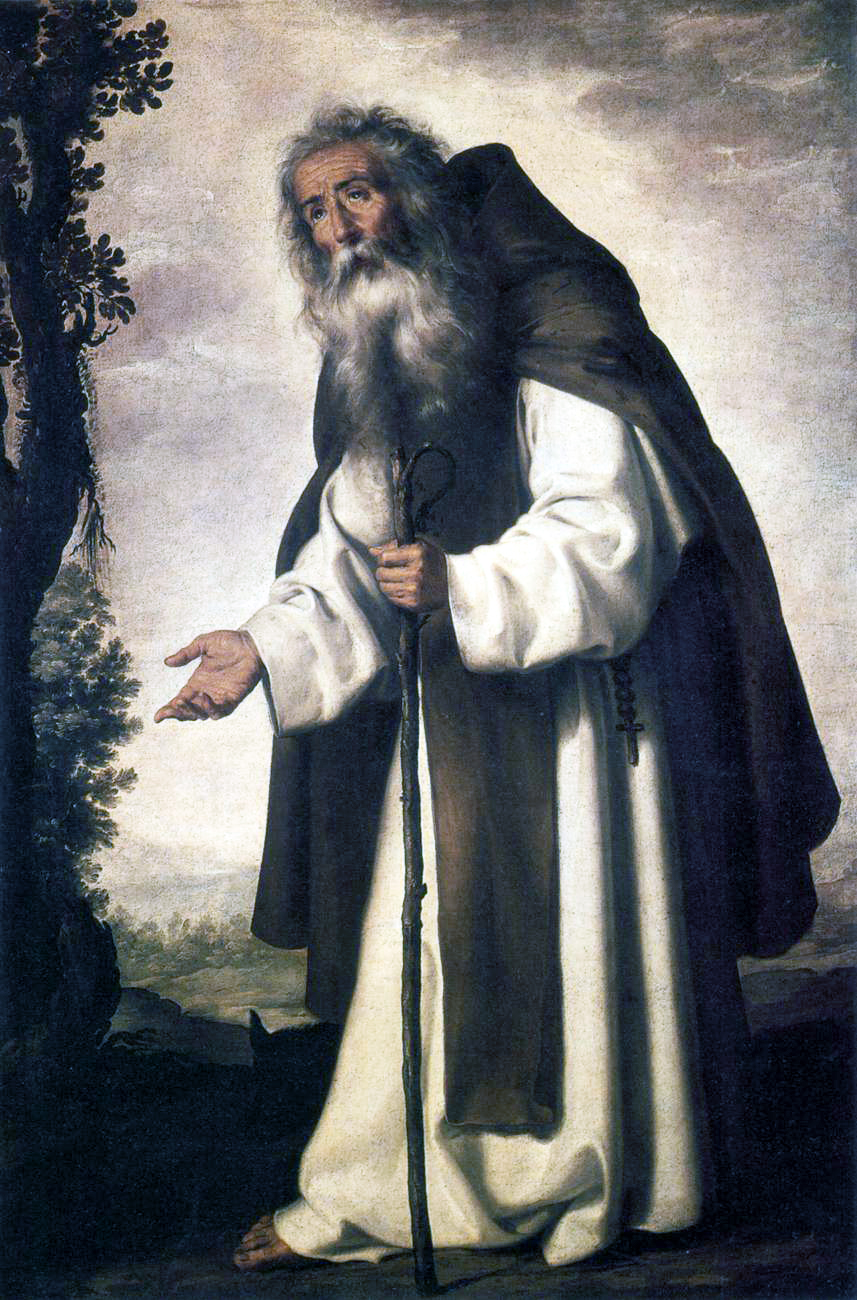
‘수도회용 스카풀라’와 망토를 입은 모습으로 그려진 이집트의 안토니오

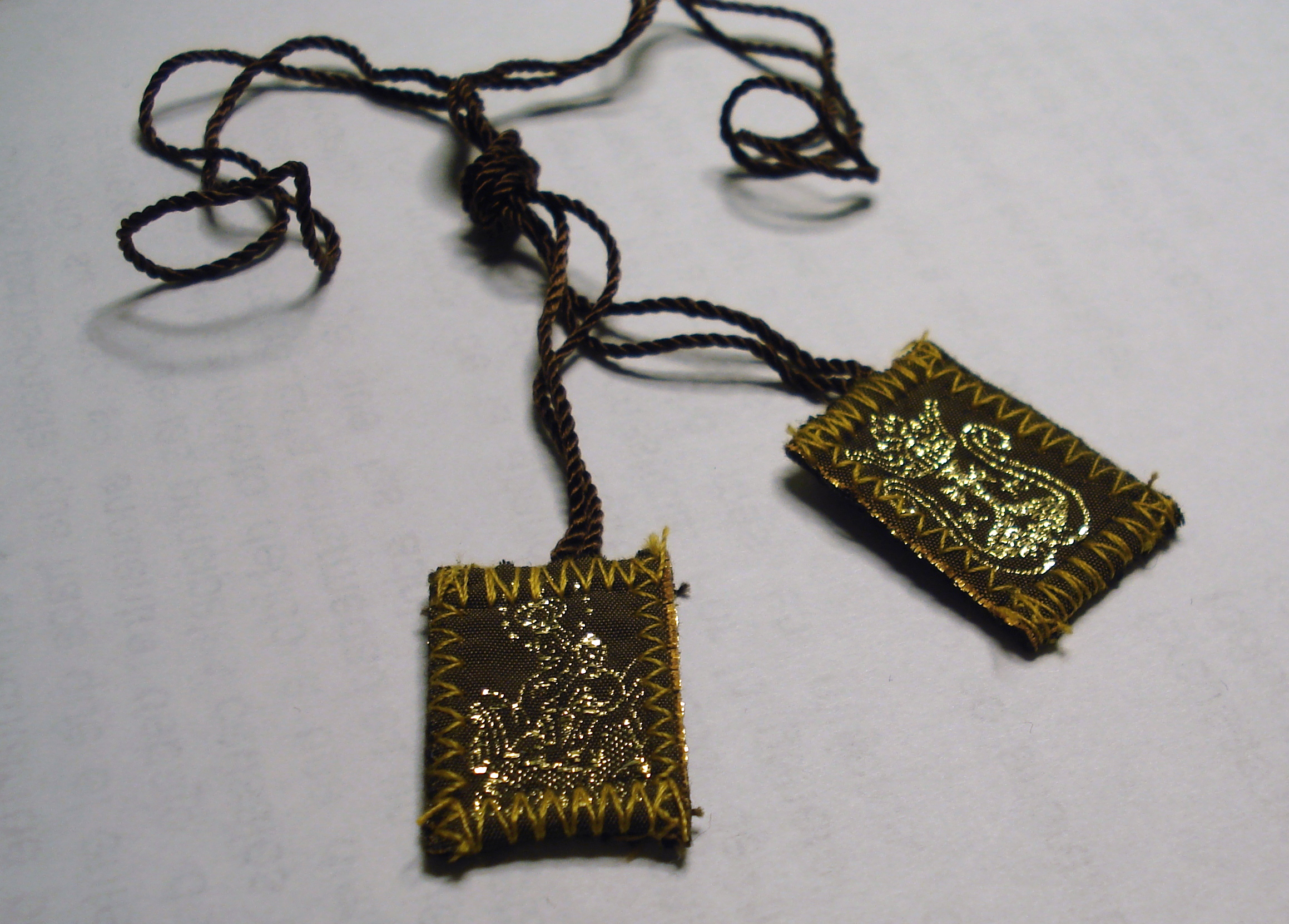
가르멜 산 성모의 ‘신심용 스카풀라’ 또는 갈색 스카풀라

스카풀라(라틴어: Scapula)는 수도회용 스카풀라와 신심용 스카풀라 두 가지 유형이 있으며, 오늘날에는 이 두 가지 유형과 관련된 기독교의 준성사를 언급할 때에도 사용한다. 성의(聖衣)라고도 부른다.

## 수도회용 스카풀라
‘수도회용 스카풀라’는 7세기 초 베네딕토회에서 처음으로 등장한 것으로 보인다. 약간 긴 검은 수도복의 형태를 한 수도회용 스카풀라는, 입은 사람의 어깨에서 앞뒤로 늘어뜨려지며 가끔은 무릎까지 내려오기도 한다. 수도회용 스카풀라는 모양, 색깔, 크기, 스타일에 따라 종류가 다양하게 있다. 수도회용 스카풀라는 중세 시대 수사들의 노동용 앞치마에 기원하며, 나중에는 종교단체, 수도회 또는 신심회의 구성원들에게도 관습으로 널리 퍼져 나갔다. 수도회용 스카풀라는 현재 많은 기독교 수도회의 수사들과 수녀들이 착용하는 수도복의 일종이 되었다.

## 신심용 스카풀라
‘신심용 스카풀라’는 수도회용 스카풀라에서 발전한 것으로 크기가 훨씬 작다. 또한, 수도회원이 아닌 각 개개인도 착용할 수 있으며 로마 가톨릭교회에서는 이를 준성사로 중히 여기고 있다. 신심용 스카풀라는 전형적으로 두 개의 (보통 직사각형의) 작은 천조각, 목재 또는 얇은 판 모양의 종이로 구성되어 있으며, 종교적 도상이나 문구가 기재되어 있다. 신심용 스카풀라에는 두 개의 천조각을 연결하는 끈이 있다. 그리고 착용할 때에는 한쪽 끝 정사각형을 가슴으로 가게 하고, 연결 끝을 어깨 위에 얹은 다음 다른 쪽 끝 정사각형을 등 뒤로 내려뜨린다. 가르멜 산의 성모 스카풀라가 로마 가톨릭교회의 준성사로서의 신심용 스카풀라로 가장 유명하다.

## 같이 보기
- 가르멜회
- 착한 의견의 성모
- 가르멜 산의 성모 스카풀라